# Жак Дуайон
Жак Дуайо́н (фр. Jacques Doillon; нар. 15 березня 1944, Париж, Франція) — французький кінорежисер, сценарист, продюсер та актор. Багаторазовий лауреат та номінант численних престижних фестивальних та професійних кінонагород .

## Біографія
Жак Дуайон народився 15 березня 1944 року в 20-му окрузі Парижу в скромній сім'ї: його батько був бухгалтером, а мати телефоністкою. Навчався в ліцеї Вольтера, відвідував кіноклуб професора літератури та кінокритика Анрі Ажеля.

## Кар'єра
Почав працювати монтажером над документальними фільмами, зокрема «Таємний Париж» (1965) Едуара Ложеро і «Париж: Цілком таємно» (1969) П'єра Рустана.
У 1973 Жак Дуайон після кількох короткометражок знімає свій перший повнометражний фільм «Рік 01» за мотивами комікса Жоржа Блондо спільно з Аленом Рене і Жаном Рушем.
У 1994 році, натхненний історією Жермени де Сталь і Бенжамена Констана, знімає повнометражний фільм «На дні серця», а також випускає 12-серійну версію для телебачення.
У 2017 році біографічний фільм Жак Дуайона «Роден» увійшов до основної конкурсної програми 70-го Каннського міжнародного кінофестивалю.

## Особисте життя
У 1980—1992 роках Жак Дуайон перебував у фактичному шлюбі з англо-французькою акторкою і співачкою Джейн Біркін. Від цього союзу у нього є донька Лу (нар. 1982). Окрім Лу, у Дуайона є ще три доньки: Лола (від монтажерки Ноелль Буассон, (нар. 1975), Лілі та Ліна.

## Фільмографія
Режисер
| Рік  |     | Назва українською        | Оригінальна назва                 | Режисер | Сценарист | Продюсер |
| ---- | --- | ------------------------ | --------------------------------- | ------- | --------- | -------- |
| 1969 | к/м | Випробування             | Trial                             | Так     | Так       |          |
| 1970 | к/м | Електронна машина        | La voiture électronique           | Так     |           |          |
| 1970 | к/м |                          | Vitesse oblige                    | Так     | Так       |          |
| 1971 | к/м |                          | Bol d'or                          | Так     | Так       |          |
| 1971 | к/м |                          | On ne se dit pas tout entre époux | Так     |           |          |
| 1973 |     | Рік 01                   | L' An 01                          | Так     |           |          |
| 1973 | к/м |                          | Laissés pour compte               | Так     |           |          |
| 1973 | к/м | Сутінки                  | Les demi-jours                    | Так     |           |          |
| 1973 | к/м | Біля з цівки             | Autour des filets                 | Так     | Так       |          |
| 1974 |     | Пальці в голові          | Les doigts dans la tête           | Так     | Так       |          |
| 1975 |     | Сумка з кулями           | Un sac de billes                  | Так     | Так       |          |
| 1975 | т/с | 1990 Сінема 16           | Cinéma 16                         | Так     | Так       |          |
| 1979 |     | Жінка, що плаче          | La femme qui pleure               | Так     | Так       |          |
| 1979 |     | Дивна дівчинка           | La drôlesse                       | Так     | Так       |          |
| 1981 |     | Блудна донька            | La fille prodigue                 | Так     | Так       |          |
| 1982 | т/ф | Дерево                   | L'arbre                           | Так     | Так       |          |
| 1984 |     | Піратка                  | La pirate                         | Так     | Так       |          |
| 1985 |     | Сімейне життя            | La vie de famille                 | Так     | Так       |          |
| 1985 | т/ф |                          | Mangui, onze ans peut-être        | Так     |           |          |
| 1985 |     | Спокуса Ізабель          | La tentation d'Isabelle           | Так     | Так       |          |
| 1986 |     | Пуританка                | La puritaine                      | Так     | Так       |          |
| 1987 |     | Комедія!                 | Comédie!                          | Так     | Так       |          |
| 1987 |     | Кохання                  | L'amoureuse                       | Так     | Так       |          |
| 1989 |     | П'ятнадцятирічна         | La fille de 15 ans                | Так     | Так       |          |
| 1990 |     | Помста жінки             | La vengeance d'une femme          | Так     | Так       |          |
| 1990 |     | Маленький злочинець      | Le petit criminel                 | Так     | Так       |          |
| 1990 | т/ф | Для «так» або для «ні»   | Pour un oui ou pour un non        | Так     |           |          |
| 1991 |     | Проти забуття            | Contre l'oubli                    | Так     |           |          |
| 1991 |     | Закохана                 | Amoureuse                         | Так     | Так       |          |
| 1993 |     | Страждання юного Вертера | Le jeune Werther                  | Так     | Так       |          |
| 1993 | т/ф | Людина біля моря         | Un homme à la mer                 | Так     |           |          |
| 1994 |     | На дні серця             | Du fond du coeur                  | Так     | Так       |          |
| 1995 | т/с | Великі письменники       | Un siècle d'écrivains             | Так     |           |          |
| 1996 |     | Понетт                   | Ponette                           | Так     | Так       |          |
| 1998 |     | Забагато (мало) кохання  | Trop (peu) d'amour                | Так     | Так       |          |
| 1999 |     | Маленький брат           | Petits frères                     | Так     | Так       |          |
| 2001 |     | Прямо на захід           | Carrément à l'Ouest               | Так     | Так       |          |
| 2003 |     | Раджа                    | Raja                              | Так     | Так       |          |
| 2008 |     | Перший зустрічний        | Le premier venu                   | Так     | Так       |          |
| 2010 |     | Шлюб утрьох              | Le mariage à trois                | Так     | Так       |          |
| 2012 |     | Твоя дитина              | Un enfant de toi                  | Так     | Так       |          |
| 2013 |     | Мої заняття боротьбою    | Mes séances de lutte              | Так     | Так       | Так      |
| 2017 |     | Роден                    | Rodin                             | Так     | Так       |          |

Актор
- 1979 : Жінка, що плаче / La femme qui pleure — Жак
- 1985 : Вона провела багато часу у світлі софітів… / Elle a passé tant d'heures sous les sunlights…
- 1989 : П'ятнадцятирічна / La fille de 15 ans — Віллі
- 1995 : Великі письменники / Un siècle d'écrivains (телесеріал) — інтерв'юер
- 2005 : Ідеальна пара / Un couple parfait — Жак
- 2012 : Наосліп / La tête la première — письменник

## Визнання
| Рік                                                   | Категорія                                                                      | Фільм                                                       | Результат |
| ----------------------------------------------------- | ------------------------------------------------------------------------------ | ----------------------------------------------------------- | --------- |
| Міжнародний кінофестиваль у Чикаго                    |                                                                                |                                                             |           |
| 1975                                                  | Золотий Г'юго найкращому новому режисерові                                     | Les doigts dans la tête                                     | Перемога  |
| 1981                                                  | Золотий Г'юго за найкращий художній фільм                                      | Блудна донька                                               | Номінація |
| Каннський міжнародний кінофестиваль                   |                                                                                |                                                             |           |
| 1979                                                  | Золота пальмова гілка                                                          | Дивна дівчинка                                              | Номінація |
| 1979                                                  | Приз молодого кіно                                                             | Дивна дівчинка                                              | Перемога  |
| 1984                                                  | Золота пальмова гілка                                                          | Піратка                                                     | Номінація |
| 2014                                                  | Приз французької культури французькому кінематографісту року                   | Раджа                                                       | Перемога  |
| 2017                                                  | Золота пальмова гілка                                                          | Роден                                                       | Номінація |
| Премія «Сезар»                                        |                                                                                |                                                             |           |
| 1980                                                  | Найкраща режисерська робота                                                    | Дивна дівчинка                                              | Номінація |
| 1980                                                  | Найкращий оригінальний або адаптований сценарій                                | Дивна дівчинка                                              | Номінація |
| 1991                                                  | Найкращий фільм                                                                | Маленький злочинець                                         | Номінація |
| 1991                                                  | Найкраща режисерська робота                                                    | Маленький злочинець                                         | Номінація |
| 1991                                                  | Найкращий оригінальний або адаптований сценарій                                | Маленький злочинець                                         | Номінація |
|                                                       |                                                                                |                                                             |           |
| 1980                                                  | Премія товариства драматичних авторів і композиторів (SACD)                    | Премія товариства драматичних авторів і композиторів (SACD) | Перемога  |
| Венеційський міжнародний кінофестиваль                |                                                                                |                                                             |           |
| 1986                                                  | Золотий лев                                                                    | Пуританка                                                   | Номінація |
| 1987                                                  | Золотий лев                                                                    | Комедія!                                                    | Номінація |
| 1996                                                  | Золотий лев                                                                    | Понетт                                                      | Номінація |
| 1996                                                  | Приз ФІПРЕССІ                                                                  | Понетт                                                      | Перемога  |
| 1996                                                  | Приз Міжнародної Католицької організації в царині кіно (OCIC)                  | Понетт                                                      | Перемога  |
| 1996                                                  | Премія Серджо Тразатті                                                         | Понетт                                                      | Перемога  |
| 2003                                                  | Золотий лев                                                                    | Раджа                                                       | Номінація |
| Берлінський міжнародний кінофестиваль                 |                                                                                |                                                             |           |
| 1990                                                  | Золотий ведмідь                                                                | Помста жінки                                                | Номінація |
| 1991                                                  | Золотий ведмідь                                                                | Маленький злочинець                                         | Номінація |
| 1991                                                  | Приз ФІПРЕССІ                                                                  | Маленький злочинець                                         | Перемога  |
| 1991                                                  | Спеціальна згадка журі                                                         | Маленький злочинець                                         | Перемога  |
| 1991                                                  | Приз Міжнародної Католицької організації в царині кіно (OCIC)                  | Маленький злочинець                                         | Перемога  |
| 1993                                                  | Золотий ведмідь                                                                | Страждання юного Вертера                                    | Номінація |
| 1993                                                  | Приз екуменічного журі                                                         | Страждання юного Вертера                                    | Перемога  |
| 1993                                                  | Приз Блакитний ангел                                                           | Страждання юного Вертера                                    | Перемога  |
| 1998                                                  | Золотий ведмідь                                                                | Забагато (мало) кохання                                     | Номінація |
| Приз Луї Деллюка                                      |                                                                                |                                                             |           |
| 1990                                                  | Найкращий фільм                                                                | Маленький злочинець                                         | Перемога  |
| Міжнародний кінофестиваль у Сан-Себастьяні            |                                                                                |                                                             |           |
| 1996                                                  | Приз Міжнародної Католицької організації в царині кіно (OCIC) — Почесна згадка | Понетт                                                      | Перемога  |
| Міжнародний кінофестиваль в Сан-Паулу                 |                                                                                |                                                             |           |
| 1996                                                  | Приз критиків                                                                  | Понетт                                                      | Перемога  |
| Таормінський міжнародний кінофестиваль                |                                                                                |                                                             |           |
| 1999                                                  | Золота Харибда                                                                 | Маленький брат                                              | Перемога  |
| 1999                                                  | Приз ФІПРЕССІ                                                                  | Маленький брат                                              | Перемога  |
| Міжнародний кінофестиваль франкомовного кіно в Намюрі |                                                                                |                                                             |           |
| 1999                                                  | Приз молодіжного журі                                                          | Маленький брат                                              | Перемога  |